# Flabellum aotearoa
Espèce
Statut CITES
Flabellum aotearoa est une espèce de coraux appartenant à la famille des Flabellidae.